# إميليو مورا
إميليو مورا (بالإسبانية: Emilio Mora) (7 مارس 1978 في المكسيك - ) هو لاعب كرة قدم مكسيكي في مركز الهجوم. شارك مع منتخب المكسيك لكرة القدم. أما مع النوادي، فقد لعب مع كروز آزول ونادي سان لويس ونادي غوادالاخارا وتيبورونيس روخوس دي فيراكروز ونادي موريليا الرياضي ونادي كيريتارو.

## وصلات خارجية
- إميليو مورا على موقع الاتحاد الدولي (مؤرشف)  (الإنجليزية)
- إميليو مورا على موقع قاعدة بيانات كرة القدم.إي يو (الإنجليزية)
- إميليو مورا على موقع ناشيونال فوتبول تيمز (الإنجليزية)
- إميليو مورا على موقع Soccerway.com (الإنجليزية)